# AC 레나테
아소차치오네 칼초 레나테(Associazione Calcio Renate S.r.l.)는 이탈리아 롬바르디아주 레나테를 연고지로 하는 이탈리아 축구 클럽이다. 구단의 상징색은 파랑색과 검은색이다. 현재 세리에 C에 참가하고 있다.

## 역사
레나테는 1947년에 '우디오네 스포르티바 레나테세(Unione Sportiva Renatese)'의 이름으로 창단하였으며, 2016년 현재의 이름로 구단명을 변경하였다. 창단 초기부터 2000년대까지 대부분을 아마추어 리그에서 보냈다. 그러다 2009-10 시즌을 세리에 D (그룹 B)에서 최종 5위로 마무리하며 승격 플레이오프에 올랐지만 탈락했다. 하지만 2010년 8월 4일, 다른 구단들의 파산과 비리행위로 인해 빠진 레가 프로 세콘다 디비시오네의 참가팀수를 맞추기 위해 승격 처리되며 구단 역사상 처음으로 프로 축구리그에 참가하게 된다. 이후 2013-14 시즌 그룹 A에서 2위로 레가 프로로 승격하고 현재까지 세리에 C에서 중하위권의 성적을 유지하고 있다.

## 경기장
레가 프로가 세리에 C로 개편됨에 따라 세리에 C 주관기관인 레가 프로가 규정한 세리에 C 경기장 충족기준에 맞추기 위해 레나테에 위치한 그들의 원래 홈구장인 스타디오 마리오 리볼디 대신 레나테에서 남서쪽에 위치한 메다시의 스타디오 시타 디 메다를 빌려서 사용하고 있다.

## 선수 명단

### 현역
참고: FIFA 자격 규정에 따라 소속된 국가대표팀 국기를 표시합니다. 선수는 복수의 FIFA 비회원국 국적을 가지고 있을 수 있습니다.
| 번호 | 포지션 | 국적     | 이름              |
| ---- | ------ | -------- | ----------------- |
| 10   | MF     | 알바니아 | 아리스티디 콜라이 |
| 24   | FW     |          | 리카르도 보칼론   |

| 번호 | 포지션 | 국적     | 이름        |
| ---- | ------ | -------- | ----------- |
| 71   | DF     | 알바니아 | 다비데 지우 |

## 역대 감독
| 감독            | 임기   |
| --------------- | ------ |
| 안드레아 도세나 | 2022 ~ |

틀:AC 레나테 선수 명단